# Ритуал (фильм, 2002)
«Ритуал» — третий и последний полнометражный фильм, снятый по мотивам телесериала «Байки из склепа» телесети HBO (предшествующими являются «Демон ночи» и «Кровавый бордель»). Ремейк фильма 1943 года «Я гуляла с зомби».

## Сюжет
Доктор Элис Доджсон уволена с работы после смерти пациента. В поисках работы она едет на Ямайку, для лечения молодого человека по имени Уэсли Клэйбурн. Там Элис понимает, что она и её пациент Уэсли, являются объектом культа вуду.
Она дружит с Кэро (Кристен Уилсон), местной девушкой. Кэро советует Элис, что любые взаимные обвинения со стороны сообщества вуду будут исходить только в результате ее вмешательства в их практику. Напряжение нарастает, поскольку Элис страдает от дополнительных необъяснимых явлений.
Кэро раскрывает причину странных событий: она стремится отомстить Уэсли за то, что их отец Пол (Крейг Шеффер) убил мать Кэро и отверг её как свою дочь, отказав ей в наследстве. Кэро пытается парализовать Элис и превратить ее в зомби, но Элис была парализована лишь частично. Из-за Элис, план Кэро терпит неудачу, и вместо этого Кэро сама превращается в зомби.
Элис и Уэсли покидают Ямайку и возвращаются в США. Начальник местной полиции забирает Кэро к себе домой и укладывает ее в свою постель.
В финальной сцене, есть сцена вступления Хранителя склепа.

## В ролях
| Актёр             | Роль                   |
| ----------------- | ---------------------- |
| Дженнифер Грей    | Доктор Элис Доджсон    |
| Крэйг Шеффер      | Пол Клэйбурн           |
| Дэниэл Лапэйн     | Уэсли Клэйбурн         |
| Кристен Уилсон    | Кэро Лэмб              |
| Габриэль Кассеус  | JB                     |
| Тим Карри         | Мэтью Хоуп             |
| Рон Тейлор        | управляющий Арчибальд  |
| Эрик Авари        | доктор Питер Уинфорд   |
| Стивен Тоболовски | доктор Джейвиц         |
| Джон Кассир       | голос Хранителя склепа |